# Olympische Jugend-Sommerspiele 2010/Teilnehmer (Venezuela)
| Gelbes Symbol für Goldmedaillen mit stilisierten Olympischen Ringen | Graues Symbol für Silbermedaillen mit stilisierten Olympischen Ringen | Braundes Symbol für Bronzemedaillen mit stilisierten Olympischen Ringen |
| ------------------------------------------------------------------- | --------------------------------------------------------------------- | ----------------------------------------------------------------------- |
| —                                                                   | 2                                                                     | 3                                                                       |

Die Jugend-Olympiamannschaft aus Venezuela für die I. Olympischen Jugend-Sommerspiele vom 14. bis 26. August 2010 in Singapur bestand aus 21 Athleten.

## Athleten nach Sportarten

### Boxen
Jungen
- Fradimil Macayo
Federgewicht: Bronze
- Samuel Zapata
Halbweltergewicht: Silber

### Fechten
Mädchen
- María Carreño
Säbel Einzel: 11. Platz

### Gewichtheben
| Mädchen - Génesis Rodríguez Federgewicht: Bronze | Jungen - Juan Prado Bantamgewicht: 6. Platz |

### Judo
Jungen
- Pedro Pineda
Klasse bis 100 kg: 9. Platz
Mixed: Bronze  (im Team Kairo)

### Ringen
| Mädchen - Oriannys Segura Freistil bis 46 kg: 5. Platz | Jungen - Andry Dávila Freistil bis 46 kg: 4. Platz |

### Schwimmen
| Mädchen - Bieliukas Trejo 100 m Freistil: 25. Platz - Érika Torrellas 100 m Schmetterling: 12. Platz | Jungen - Cristian Quintero 50 m Freistil: 8. Platz 100 m Freistil: 4. Platz 200 m Freistil: Silber 400 m Freistil: Bronze - Juan Carlos Sequera 200 m Lagen: 15. Platz |

### Tennis
| Mädchen - Andrea Gámiz Einzel: 21. Platz Doppel: 1. Runde - Adriana Pérez Einzel: 21. Platz Doppel: 1. Runde | Jungen - Ricardo Rodríguez Einzel: Achtelfinale Doppel: 4. Platz (mit Diego Galeano Paraguay) |

### Triathlon
| Mädchen - Andrea Arenas Einzel: 24. Platz Mixed: 14. Platz (im Team Amerika 4) | Jungen - Carlos Alfredo Pérez Einzel: 18. Platz Mixed: 11. Platz (im Team Amerika 3) |

### Turnen

#### Gymnastik
| Mädchen - Kosthia Requena Einzelmehrkampf: 15. Platz | Jungen - Junior Rojo Einzelmehrkampf: 29. Platz |

### Wasserspringen
| Mädchen - Beannelys Velásquez Kunstspringen: 10. Platz | Jungen - Robert Páez Kunstspringen: 12. Platz Turmspringen: 5. Platz |